# Бедовое
Бедово́е (Бедовска́я) — урочище в Заполярном районе Ненецкого автономного округа — упразднённая деревня Пустозерского сельсовета, ныне Заполярного района Ненецкого автономного округа. Деревня располагалась на правом берегу Печоры, на острове, образуемом Печорой и протокой Голубковский шар в 21 километре от села Оксино.

## История

### XVI—XIX века
В переписных документах 1574 года Бедовое упоминается как одно из угодий Пустозерска — жира на Турдей-острове, куда пустозерцы приезжали «для рыбных и иных промыслов» и где имелось 4 сарая. В жире Бедовое (так она названа в «Переписной книге Пустозерского уезда 1679 года») в 1679 году было 4 жилых двора и 1 пустой.
Главным занятием жителей Бедового было рыболовство. Богатые заливные луга вблизи деревни позволяли жителям содержать значительное количество домашнего скота. В 1785 году в Бедовом было 5 хозяйств, он имели 26 коров и 5 лошадей.
По переписи 1872 года, в Бедовом проживали 27 человек, из них 15 мужского и 12 женского пола; по переписи 1795 года — 35 человек, из них 15 мужского и 20 женского пола; по переписи 1816 года — 67 человек, из них 34 мужского и 33 женского пола.
В 1840 году в деревне было 16 дворов, проживали 123 человека, из них 54 мужского и 69 женского пола; 1846 году — 17 дворов, 131 человек, из них 57 мужского и 74 женского пола. В 1858 году здесь проживали 132 человека, из них 62 мужского и 70 женского пола. В 1859 году в деревне был 21 двор.
В 1866 году в Бедовом проживали 125 государственных крестьян, из них 63 мужского и 62 женского пола, все неграмотные; детей до 14 лет — 35 человек, из них 15 мужского и 20 женского пола; старше 60 лет — 3 человека, из них 2 мужского и 1 женского пола; старше 80 лет — 2 женщины; крестьянских вдов — 3; вдовцов — 2; бездомных — 6, из них 4 мужского и 2 женского пола; бобылей — 2, мужчина и женщина. Рыбной ловлей были заняты 52 человека, прошением милостыни — 2 человека. Ремесленников в деревне не было. Жители деревни содержали крупного рогатого скота 40 голов, лошадей — 18, овец — 6. В деревне был 21 двор, из них 20 жилых; бань −3; малых лодок — 13.
В 1876 году в деревне проживали 85 человек, из них 43 мужского и 42 женского пола. Они имели крупного рогатого скота 49 голов, в том числе коров — 31, телят — 14, быков — 4; лошадей — 22, в том числе 2 жеребенка; овец — 25.
В 1888 году в Бедовом было 29 хозяйств, проживали 127 человек, из них 69 мужского и 58 женского пола. Промыслом сёмги было занято 15 хозяйств, промыслом белой рыбы — 27, охотой — 6, извозом — 12, прочими промыслами — 19. Содержали скот 29 хозяйств. Имели крупного рогатого скота 127 голов, из них коров — 54, быков — 19, нетелей — 16, телят — 38; лошадей — 30, из них нерабочих — 4, жеребят — 5; овец — 44. В деревне было 29 жилых домов, из них 3 двухэтажных; 2 чума; хлевов — 40, амбаров — 12, бань — 9, промысловых лодок — 31.

### XX век
В 1914 году в деревне было 27 дворов, проживали 163 человека, из них 86 мужского и 77 женского пола; в 1920 году — 30 дворов — 150 человек, из них 64 мужского и 86 женского пола; в 1926 году — 36 хозяйств, 156 жителей, из них 75 мужского и 81 женского пола.
В 1930-х годах в Бедовом был создан рыболовецкий колхоз «Вперёд», который В 1958 году объединился с колхозами имени Смидовича (деревня Голубковка) и «Безбожник» (село Оксино). Объединённый колхоз с центральной базой в селе Оксино, получил название «Победа». Деревня Бедовое стала участком этого колхоза.
В 1936 году в деревне было 36 хозяйств, 147 жителей; в 1958 году в деревне проживали 86 человек. В 1958 году в деревне проживали 86 человек.
В 1960-е годы деревня Бедовое была объявлена «неперспективной», и жители стали покидать её, переезжая в соседние печорские села и город Нарьян-Мар. В 1966 году и в последующие годы Бедовое в списках населенных мест не значится.
В 1991 году на месте деревни Бедовое установлен памятник землякам, погибшим в годы Великой Отечественной войны (автор А. Н. Марков). Его изготовили и установили бывшие жители этой деревни А. И. Мамонтов, М. Я. Ружников и А. Н. Марков.